# Dyster Cypress
Dyster Cypress er titlen på en TV-version af Agatha Christies roman fra 1940 Var hun uskyldig?. David Suchet spiller hovedrollen som Hercule Poirot